# Alfred von Kremer
Alfred von Kremer (Bécs, 1828. május 13. – Döbling, 1889. december 27.) báró, osztrák orientalista és politikus.

## Élete
A bécsi egyetemen jogi tanulmányok és keleti nyelvekkel foglalkozott. 1849-51-ben beutazta Szíriát és Egyiptomot. Rövid idő múlva mint az osztrák konzulátus tolmácsa ismét Egyiptomba ment, ahol 1859-ben kairói konzul lett. 1862-ben ugyanilyen minőségben Galac, 1870-ben Bejrút városában működött, 1872-ben miniszteri tanácsos és a konzulsági ügyek referensévé nevezték ki. 1880-ban osztrák kereskedelmi miniszter lett, mely állásáról 1881-ben lemondott. Kiadott több arab szöveget is.

## Főbb művei
- Mittelsyrien und Damaskus (Bécs, 1853)
- Aegypten Forschungen über Land und Volk (Lipcse, 1863, 2 kötet)
- Ueber die südarabische Sage (Lipcse, 1866-67)
- Geschichte der herrschenden Ideen des Islams (1868)
- Culturgeschichte des Orients unter den Chalifen (Bécs, 1875-77, 2 kötet)
- Ibn Chaldun und seine Geschichte d. islam. Völker (uo. 1879)
- Beiträgezur arabischen Lexikographie (uo. 1883)
- Ueber d. Geschichte des Labyd. (uo. 1881)

### Magyarul
- A régi arabok családi élete; Kremer után Bolgár Mihály; Aigner, Bp., 1879 (Magyar könyvesház)